# Tatiana Proskouriakoff
Tatiana Avenirovna Proskouriakoff (del ruso: Татья́на Авени́ровна Проскуряко́ва) (10 de enerojul./ 23 de enero de 1909greg., Tomsk, Rusia – 30 de agosto de 1985, EE. UU.) fue epigrafista, arqueóloga y etnóloga, especializada en la civilización maya. Autodidacta en estas disciplinas, dado que su formación académica era en arquitectura, llegó a ellas empezando como dibujante. Se la recuerda sobre todo por su contribución esencial al conocimiento de la escritura maya, al demostrar que las inscripciones de Piedras Negras y Yaxchilán relataban sucesos históricos y vidas de personajes reales, y no únicamente mitologías ni descripciones calendáricas, como se pensaba hasta entonces. Otra de sus aportaciones fue un sistema de datación de monumentos basado en la morfología y estilo escultórico de las piezas. También es reconocida por sus  trabajos iniciales como dibujante de yacimientos arqueológicos, siendo pionera junto con Carlos Vierra en el concepto de dibujo de reconstrucción de grandes estructuras: representación artística de espacios arquitectónicos dilatados tal como podían haber sido en su época de esplendor. Autora de artículos y libros sobre la cultura maya clásica.

## Biografía

### Infancia (1909-1923)
Nació en la ciudad siberiana de Tomsk, el 23 de enero de 1909. Su madre, Alia Nekrassova, era doctora en medicina, una de las primeras mujeres que obtuvieron esa graduación en Rusia. Su padre, Avenir Proskouriakoff, era ingeniero químico. Tenía una hermana mayor, Ksenia.
Tatiana —o Tania, como gustaba de ser llamada— se educó en un ambiente intelectual exigente, lo que reforzó sus capacidades naturales, particularmente la del dibujo. El interés por la arqueología pudo formar parte de ese ambiente, puesto que el abuelo de Tatiana, profesor de ciencias naturales, escribió artículos sobre arqueología siberiana.
Su padre, debido a problemas cardíacos, no fue alistado en el ejército ruso durante la Primera Guerra Mundial, y se lo comisionó en cambio en 1915 para supervisar la fabricación de armamento en Estados Unidos, lo que llevó a la familia a viajar a la región de Filadelfia, en Pensilvania. A poco de zarpar, el Arcángel, el barco en el que viajaban, se vio bloqueado por el hielo, y Tatiana enfermó de escarlatina y difteria, en tanto que su hermana contraía los mismos males, y además sarampión; tuvieron que ser conducidas de regreso a tierra, por el hielo. En la primavera siguiente, ya en 1916, la familia pudo por fin reunirse en Pensilvania. Tras la revolución rusa, decidieron quedarse en Estados Unidos. La madre de Tatiana volvió a ejercer la medicina, y su padre se ocupó como profesor de química. Tatiana solo habría de volver una vez a su tierra natal, para visitar a otro mayista ruso, importante para el desciframiento de la escritura maya, Yuri Knorozov.
En 1923 obtuvo la nacionalidad estadounidense.

### Estudios secundarios y universitarios (1923-1930)
Hizo sus estudios medios en la Lansdowne High School, donde algunos compañeros la llamaban duquesa, como señal de respeto a su excepcional inteligencia. Luego pasó a la escuela de arquitectura del Pennsylvania State College. También cursó estudios durante un año en la Universidad de Pensilvania, pero no es cierto que se graduara por esa institución, como se dijo alguna vez. En 1930 obtuvo el Bachelor of Science en Arquitectura, por el Pennsylvania State College, lo que marca el final de sus estudios reglados. A partir de ese momento todo lo aprendería sin aulas ni títulos.

### Primeros trabajos. Contacto casual con el Museo Universitario de Filadelfia (1930-1936)
La gran depresión había reducido casi a cero la industria de la construcción, por lo que Proskouriakoff pasó varios años buscando trabajo sin éxito. Para ganarse la vida, tuvo que trabajar en la tienda Wanamaker's, uno de los primeros grandes almacenes comerciales de Estados Unidos.
Su primer contacto con el mundo de la arqueología fue modesto y casual. Consiguió un trabajo eventual como dibujante de patrones para petit-point. Algunos de los motivos que tenía que dibujar a pequeña escala estaban en el Museo Universitario de Filadelfia, en el que obtuvo permiso para ejercer su labor de copista. Trabó amistad con un conservador de museo, para el que hizo otros dibujos gratuitamente (años después declararía que lo hacía «para no aburrirse»). El arqueólogo Linton Satterthwaite se quedó sorprendido por la calidad del trabajo de Proskouriakoff, y la introdujo en el mundo de la arqueología, como aficionada entusiasta, pero no remunerada.

### Primeras expediciones. Los «dibujos de reconstrucción» (1936-1938)
En 1936, estaba prevista una expedición a Piedras Negras. Linton Satterthwaite invitó a Proskouriakoff a acudir como dibujante. El Museo podría pagarle el viaje y la manutención, pero no remunerar su trabajo. Ella aceptó, y viajó con el grupo de arqueólogos primero a Palenque y luego a Piedras Negras.
Según su biógrafo Ian Graham, cuando Proskouriakoff vio por primera vez el Templo del Sol de Palenque, se dio cuenta de que había encontrado su vocación. Siguió trabajando gratis para el museo, y participó en otra expedición a Piedras Negras en 1937. Pero llegó un momento en que Satterthwaite estaba decidido a despedirla ya que no podía mantener por más tiempo a una persona en plantilla sin pagarle un sueldo, y las duras condiciones de depresión económica no permitían abrigar esperanzas de que alguna vez hubiese presupuesto para contratarla. No obstante, cuando el equipo se reunió en Filadelfia de regreso de la expedición de 1937, Satterthwaite le pidió a Proskouriakoff que realizara un dibujo de «reconstrucción» de la llamada Acrópolis de Piedras Negras, y ella lo hizo en sus ratos libres. Estos dibujos de «reconstrucción», intentos de imaginar a partir de las ruinas escenarios completos tal como pudieron ser originalmente, fueron el siguiente paso en la carrera de Proskouriakoff, y el que la llevó al ejercicio profesional de la arqueología.
En algún momento entre 1937 y 1938, el ya consagrado mayista Sylvanus Morley, que había trabajado para el Instituto Carnegie para la Ciencia, conoció los dibujos de reconstrucción de Proskouriakoff que mostraban la Acrópolis de Piedras Negras tal como podía haber sido en sus años de esplendor. Morley, notable arqueólogo pero también persona con habilidades políticas y comerciales, se dio cuenta del valor de estos dibujos para acercar sus proyectos científicos al gran público y a los mecenas. Inmediatamente hizo todo lo posible para que Proskouriakoff empezara a participar formalmente en los nuevos proyectos mayistas del Carnegie.

### En Copán y Chichen-Itzá, con el Instituto Carnegie (1938-1943)
Morley tampoco tenía dinero para pagar a Proskouriakoff, ni autoridad suficiente en el Instituto Carnegie para conseguir que se contratara a la joven dibujante. Pero sí tenía un nombre conocido, habilidades de marketing, y experiencia sobre la forma de conseguir dinero. Empeñado en contratar a Proskouriakoff, organizó dos campañas de recaudación de fondos llamadas Los amigos de Copan y Los amigos de Chichen-Itza. Ser miembro de tales círculos de amigos costaba 100 dólares, pero a cambio se tenía la satisfacción de haber contribuido a la arqueología maya. Morley envió una serie de cartas a personas que podían tener interés en serlo, en las que enfatizaba la importancia de que Proskouriakoff formara parte de los proyectos:

la fotografía es una buena cosa, y absolutamente indispensable por supuesto, para el registro científico de los hallazgos. Pero para presentarlos al gran público, mostrando cómo eran realmente estas antiguas ciudades cuando estaban habitadas, las restauraciones de Miss Proskouriakoff son el mejor recurso que conozco

Las cartas recaudatorias de los amigos contenían dos errores sobre Tatiana Proskouriakoff: la presentaban como «una joven rusa nacida en Estados Unidos», mintiendo sobre el lugar de nacimiento, y la declaraban egresada de la Universidad de Pensilvania, cuando lo era del Pennsylvania State College, pero no de la Universidad.
Con gran habilidad, Morley consiguió finalmente que Proskouriakoff viajara a Copán y Chichen-Itzá en 1938, a realizar dibujos de reconstrucción, financiada por protectores independientes, los amigos de ambos yacimientos. La Institución Carnegie no estableció ninguna vinculación formal con la dibujante, pero su sola presencia en Copán la asociaba a Carnegie, y las cartas que Morley había enviado a potenciales mecenas tenían el membrete de Carnegie. En 1943 entró por fin en plantilla, siendo considerada además topógrafa y excavadora, miembro del equipo de arqueología de la División Carnegie de Investigación Histórica, y no solo dibujante e ilustradora, lo que era un avance en su camino a ser considerada arqueóloga. En el anuario de 1944 del Carnegie ya aparece Proskouriakoff, con el anuncio de que An album of Maya architecture, la colección de los dibujos de reconstrucción, estaba en la imprenta. En realidad, la guerra retrasó el trabajo, y el libro no se publicó hasta 1946

### Datación de monumentos. Interpretación de glifos (1943-1960)
A partir de 1943, el trabajo de Proskouriakoff como epigrafista y arqueóloga comenzó a superar al de la artista de los dibujos de reconstrucción. Desde 1938 trabajaba en un sistema de datación de los monumentos mayas, y desde 1943 en la interpretación de los glifos de Piedras Negras. En 1944 publicó su primer artículo como investigadora, relativo a la escritura maya: An Inscription on a Jade Probably Carved at Piedras Negras.
El interés por la datación surge al parecer de una discusión con Morley sobre la fecha de construcción de un monumento: Morley tenía un sistema de datación basado en consideraciones estéticas, y Proskouriakoff no lo consideraba adecuado, por lo que creó ella misma un nuevo método, basado en la morfología y el estilo escultórico. Se contaba con unas cuantas piezas con  fechas inscritas, y por tanto de datación inequívoca, y Proskouriakoff realizó un análisis profundo y ordenado de estas piezas, que le permitió fechar por comparación las que carecieran de inscripciones, con un método mucho mejor que los empleados hasta entonces, al que se atribuye un margen de error de entre 20 y 30 años. Estos trabajos se publicaron en 1950 en la obra A study of classic Maya sculpture.
Su contribución más importante a la arqueología maya fue la interpretación de monumentos y glifos de Piedras Negras y Yaxchilan, que contribuiría al proceso de desciframiento de la escritura maya. En 1943 Proskouriakoff empieza a trabajar sobre la hipótesis de que los treinta y cinco monumentos de Piedras Negras están distribuidos de manera preconcebida, y no aleatoria. Diversos indicios la llevan a imaginar que las estelas se pueden clasificar en siete grupos, cada uno de los cuales podría representar la vida de un hombre, seguramente un gobernante. Sobre esta hipótesis, los glifos que se repiten en los siete grupos de monumentos empiezan a tener significado: indican sucesos de la vida, como nacimientos, matrimonios, fallecimientos, entronizaciones, victorias en combate... y también los nombres de hombres y mujeres que pasan por ellos. Donde hasta entonces se veían dioses o sacerdotes surgieron de forma lógica padres, madres e hijos de siete generaciones. También indicios que le permitieron a ella y a investigadores posteriores descubrir los sistemas de sucesión de los gobernantes, o los nombres de las dinastías.
En 1950 su puesto de trabajo volvió a estar en riesgo, puesto que la Institución Carnegie concluyó sus trabajos mayistas con la expedición de Mayapán (1950-1955), y cesó a todo el personal dedicado a ellos, excepto a los tres miembros más jóvenes, entre los que se encontraba Proskouriakoff, que quedaron en plantilla con un sueldo reducido.  En 1958  desapareció definitivamente el Departamento de Investigación Histórica del Carnegie. Para entonces Proskouriakoff era ya una reputada mayista, y fue inmediatamente contratada como curadora  de arte maya en el Museo de Arqueología y Etnología de la Universidad de Harvard.
Su labor en la Universidad de Harvard se centró en el estudio de los glifos mayas, que publicaría en 1960 (Piedras Negras) y 1964 (Yaxchilan). Entre sus primeras reflexiones sobre el problema, de 1943, y la publicación de su artículo en 1960 se habían producido avances por otros mayistas: Yuri Knorozov había trascendido los ‘jeroglíficos’, al demostrar que la escritura maya incluía también elementos fonéticos, y Heinrich Berlin había descubierto que algunos glifos tenían función de topónimos, y de nombres de dinastías asociadas a los lugares nombrados. La aportación de Proskouriakoff en 1960 completó la revolución en el conocimiento de la escritura maya: demostraba que los glifos narraban la historia de siete gobernantes de Piedras Negras, y de sus familias y subordinados. De repente, los mayas ingresaron en la historia escrita.

### Restauración de las piezas del Cenote de Chichen-Itzá (1960-1974)
Durante tres lustros, Proskouriakoff trabajó en la restauración de un millar de piezas de jade del Cenote de Chichen-Itzá. En 1974 publicó su análisis, Jades from the Cenote of Sacrifice, Chichen Itza, Yucatan.
Murió en 1985, con 76 años, dejando inconclusa su obra Maya History, ‘Historia Maya’, que editaría y publicaría en 1993 Rosemary Austin, de la Universidad de Texas (véanse en la bibliografía datos de la edición en español).

### Homenaje con sus cenizas
En 1998 Ian Graham y  David Stuart encabezaron un grupo de amigos y alumnos que llevaron las cenizas de Tatiana a Piedras Negras y las depositaron en la Acrópolis, cubriendo su entierro con una sencilla lápida.

## Obras[20]
- An Inscription on a Jade Probably Carved at Piedras Negras (1944). [Inscripción en jade, probablemente tallada en Piedras Negras]. Artículo publicado en la revista Notes on Middle American Archaeology and Ethnology 2:142 - 147.
- An Album of Maya Architecture (1946). [Álbum de arquitectura maya] Publicación 553 de la Carnegie Institution of Washington, publicado en Notes on Middle American Archaeology and Ethnology , 3 143-150. Hay una edición de University of Oklahoma Press, de 1963,  y otra de Dover Publications, de 2003, ISBN 0-486-42484-7
- The Death of a Civilization (1946) [La muerte de una civilización]. Artículo publicado en el Scientific Monthly de diciembre de 1946, pp. 82-87.
- A Study of Classic Maya Sculpture (1950). [Estudio de la escultura clásica maya] Publicación 593 de la  Carnegie Institution of Washington. Hay una edición de Martino Publishing, ISBN 1-57898-653-2
- Definitions of Maya Art and Culture (1959). [Definiciones de arte y cultura mayas] Publicado en The Art Quarterly 23:111-124.
- Bonampak, Chiapas, México (1955) Publicación 602 de la Carnegie Institution de Washington. En colaboración con Karl Ruppert y J.E.S. Thompson.
- Historical Implications of a Pattern of Dates at Piedras Negras, Guatemala (1960). [Implicaciones históricas de un patrón de fechas en Piedras Negras, Guatemala]. Publicado en American Antiquity 25:454-475.
- Historical Data in the Inscriptions of Yaxchilan (1964). [Datos históricos en las inscripciones de Yaxchilan]. Publicado en Estudios de Cultura Maya, en dos partes, la primera de 1960 - 3:149-167 y la segunda de 1964-4:177 - 201
- Reseña de Edzná, Campeche, México. Settlement Patterns and Monumental Architecture (1969). [Reseña de Edzná, Campeche, México (1969). [Reseña de Edzná, Campeche, México. Patrones de asentamiento y arquitectura monumental]. Publicado en American Anthropologist 73(4): 917-918.
- Reseña de Kultura Drevnikh Maya, by R.V. Kinzhalov (1972). Publicado en American Anthropologist 74:36. Es una recensión de un artículo del antropólogo ruso Rostislav Kinzhalov.
- Jades from the Cenote of Sacrifice, Chichen Itza, Yucatan (1974). [Jades del cenote de los sacrificios. Chichen Itzá, Yucatán]. Publicado en Memoirs Vol. 10 N.º 1, del Peabody Museum of Archaeology and Ethnology, en Cambridge, Massachusetts.
- Olmec Gods and Maya God-Glyphs (1978). [Dioses olmecas y glifos mayas de dioses]En Codex Wauchope: A Tribute Roll, editado por M. Biardino, B. Edmonson y W. Cremer, pp. 113-117.  Human Mosaic Vol. 12. Tulane University New Orleans.
- Incidents of Ancient Maya History (1984) [Incidentes de la historia maya antigua]. Publicado en Proceedings of the American Philosphical Society 128:164-166. Philadelphia.
- Maya History (1993). [Historia maya]. Su libro inconcluso, editado por Rosemary Joyce, de la Universidad de Texas, Austin. Hay una edición en español de 1994 (ver bibliografía).

## Reconocimientos
- Recibió en 1980 la Orden del Quetzal del gobierno de Guatemala.